# Тарон (фема)
Фема Тарон (грец. θέμα Ταρώνος) — військово-адміністративна одиниця Візантійської імперії (фема), яка розташовувалась на південному Кавказі (сучасна Туреччина). Назва походить князівства Тарон. Утворено близько 967 року. Припинила існування 1071 року внаслідок захоплення сельджуками.

## Історія
У 940-хроках візантійська імперія розпочала відвойовувати у мусульманських держав володіння в Малій Азії та Кавказі. В цій ситуації невеличкі вірменські князівства опинилися між двома суперниками. Одним з них було князівство Тарон. Вже у 942 році сюди вдерлися візантійці на чолі із Іоанном Куркуасом, проте не завдали суттєвої шкоди. Новий наступ розпочався у 960-х роках за імператора Никифора II. У 966 році Тарон визнав зверхність імперії, а у 967 році втратив самостійність, оскільки князь Григор поміняв князівство на титул патрикія й маєтки в Малій Азії. В цей час або у 968 році колишнє князівство було перетворено на фему. З огляду на те, що місцева князівська династія Таронітів перейшла на бік Візантії та прийняла православіє, до саме їм переважно довірялася посада стратега феми.
Разом з тим утворення феми викликало занепокоєння царів Васпуракану і Ан, оскільки вони розглядали фему Тарон для візантійський форпост не лише проти мусульман Раввадідів, а й проти вірменських держав. У 978 році війська феми підтримали заколот Барда Скліра, після придушення якого багатьох місцевих аристократів виселено до феми Халдія.
З посиленням Візантії на Кавказі з 1001 року фема відігравала важливу роль у здійсненні тиску на Васпуракан. Водночас захищала малоазійські кордони імперії. У 1020-хроках з цієї феми здійснювалося вторгнення військ до царства Васпуракан, який без спротиву отримала Візантія. В подальшому стратеги Тарону спільно з катепана Васпуракану діяли проти Хойського емірату та курді.
З утворенням феми-катепанату Васпуракан в військовому плані Таронська фема стала підпорядокуватися катепану Васпуракану. З 1030-х років відіграє захисну роль від нападів тюрок-огузів, а з 1040-х років — військ Сельджукидів. Незважаючи на постійні напади візантійці за підтримки вірменської знаті зберігали контроль над фемою. незважаючи на плюндрування 1064 року. Проте після поразки від сельджуків у битві біля Манцикерту фему було захоплено ворогом. Але невдовзі рід Мамікшян зайняв фему, відбивши напади сельджуків та Філарета Варажнуні. Втім вже до кінця 1070-х років тут знову було встановлено владу сельджуцької імперії.

## Адміністрація
Спочатку охоплювала південну частину князівства Тарон, згодом усе колишнє князівство. Розташовувалося на південь від озера Ван. Центром була фортеця Тарон. На чолі стояв стратег у ранзі протоспафарія, а з 1020-х років — зазвичай з титулом патрикія або магістра. З 1060-хроків стає практикою поєднання під однією владою катепана Васпуракана невеличких фем Кавказу, зокрема й Тарону.

## Відомі стратеги
- Маріан (968—969)
- Лев (969—972)
- Григорій Тароніт (1010-ті)
- Феодор Аарон (1152—1155)
- Торнік Мамікшян (1060-ті)